# يحيى سعادة
يحيى سعادة مخرج لبناني. ولد في (18 مايو 1975 - 17 ديسمبر 2010) قام بإخراج العديد من الأغاني المصورة لفنانات وفنانين لبنانيين وعرب.

## حياته ومشواره المهني
ولد يحيى انطون سعادة في ذوق مكايل ، عاش طفولته في قبرص بعيدا عن الوطن بسبب ظروف الحرب آنذاك . ومع عودته إلى لبنان في مطلع الثمانينات أكمل يحيى دراسته في مدرسة السيدة الأرثوذكسية . تخصص يحيى سعادة الهندسة الداخلية في الجامعة اللبنانية في بيروت، إلا أنه فضّل عدم إكمال تخصصه ليتحول للعمل كمخرج فني "art director" في مجال الإعلانات وتصميم الأزياء، كما عمل في شركات للإنتاج وعدد من المخرجين، بعد سبع سنوات من العمل كمخرج فني قرر يحيى بدء مسيرته الإخراجية، فكان كليب بياع الورد للفنانة أمل حجازي من أولى تجارب يحيى إخراجيا والتي أثارت جدلاً كبيرا لم يسبق لأي فيديو كليب أو مخرج عربي أن حققه من قبل وحتى إلى يومنا هذا. لتتوالى نجاحات يحيى بعدها ليصبح المخرج الأكثر جدلاً بأفكاره السريالية والتي حملت طابعا إنسانيا، هادفا، وغير مسبوق.

## وفاته
توفي يوم 17 ديسمبر 2010 إثر تعرضه لصعقة كهربائية مما أودى بحياته على الفور أثناء تصويره لأول كليب للفنانة مايا دياب في تركيا.

## أعماله
أشهر الكليبات التي أنجزها:
- رحمة :أنا وأنت
- خلاني: ميريام فارس
- إيه اللي بيحصل : ميريام فارس
- مكانه وين : ميريام فارس
- خليني شوفك بالليل: نجوى كرم
- أنا طبعي كده وبراحتي : نيكول سابا
- عايزاك كده وكلن بعقله راضي: سمية الخشاب
- قلبي اسالوا ومنى عينه: نوال الزغبي
- بياع الورد: أمل حجازي
- تأتأه :شمس
- مش قادرة، استنى حاسه، ما بنا، في حاجة، يا ابن الحلال: هيفاء وهبي
- كنت فحالي: نيكول سابا
- ياما ليالي: هيفاء وهبي
- فوازير ميريام فارس ( إدارة فنية )
- خليني معك: نسرين زريق
- سلام، يا سارق عمري: جانين داغر
- funky arabs:جاد شويري
- إضافة إلى جرح غيابك لكارول صقر الذي أثار زوبعة إعلامية وجدلية كبيرة كما عوّدنا يحيى في كل أعماله.

## أشهر أقواله
- "الفن تيخلي العالم تحلم"
- "ما في شي بينتهي إلا ليبدأ من جديد"
- "عيشو حياتكن متل ما أنتو بدكن مش متل ما العالم بدن"
- " لا أتكلم لغة لست مقتنع بها بعكس غيري"
- "قضيتي هي الحرية الإنسانية والشخصية"
- "كل يوم بحياتنا يوم حساب"
- "أفضل أن أكون وقحا على أن أكون كاذبا"
- "أؤمن أن الذي يبكيني اليوم سيضحكني في المستقبل وأن الأحداث الحزينة التي تواجهني تمدني بالقوة وتعزز شخصيتي"
- "أؤمن بالضربة القاضية التي تقلب الموازين"
- "ليس هناك دراما في حياتنا بل نحن نؤلفها، قد تقطع يدي وأمضي حياتي أبكي على يدي وقد أعيش سعيدا بيد واحدة"

## جوائز
- جائزة أفضل مخرج (جائزة طلاب لبنان للمشاهير) بعد أن حصل يحيى على أعلى نسبة تصويت من قبل طلاب جامعات لبنان وهذا يدل على تأثر الجيل الشاب بأفكار يحيى.
- درع نقابة الفنيين السينمائيين اللبنانيين الذي منح ليحيى باعتباره رمزا للتغيير والإبداع في السينما اللبنانية والعربية.